# Palazzo del Freddo Giovanni Fassi
 (mars 2020).
Le Palazzo del Freddo Giovanni Fassi est un glacier fondé en 1880 par Giovanni Fassi et situé à Rome. C'est l'un des plus anciens glaciers d'Italie.

## Histoire
Giacomo Fassi, d'origine piémontaise, arrivé à Rome en 1880 avec sa femme Giuseppina, d'origine sicilienne , fut le fondateur de ce qui allait devenir une solide tradition familiale, ouvrant un magasin de glace, mélangé avec de la bière et des grattachecca romaines, initialement situé dans via delle Quattro Fontane près de via Barberini, . 
Giovanni, le fils de Giacomo (ce dernier est décédé en 1902) était alors le glacier souverain, ainsi appelé parce qu'il était le pâtissier officiel de la maison royale de Savoie. Il a transféré le magasin en 1907, d'abord à Piazza Navona et immédiatement après en 1910 à via Piave pour arriver, en mai 1928,,, dans la via Principe Eugenio (d'autres sources rapportent 1924 ou le début des années 1930). 
Au cours des vingt années, les propriétaires ont également distribué des glaces à Benito Mussolini, Vittorio Emanuele III, Pietro Badoglio et Adolf Hitler, ainsi qu'à d'autres célébrités,,. Pendant la Seconde Guerre mondiale, les Allemands ont réquisitionné un hôtel qui surplombait le magasin de crème glacée et s'y sont souvent retrouvés pour acheter des glaces, écouter de la musique ou boire du thé, tandis que plus tard la Croix-Rouge américaine a réquisitionné l'endroit pour produire des glaces pour les troupes américaines, de juillet 1945 à septembre ou décembre 1946, selon les sources considérées. 
Le glacier a ensuite changé de mains vers Leonidas, fils de Giovanni, et enfin vers Daniela et Fabrizio, enfants de Leonidas. En 2014, la vente à la société coréenne Haitai Confectionery and Foods, qui opérait déjà sous la marque Il Palazzo del Freddo en Corée, a été finalisée. 
Dans le jardin du site actuel, l'ancienne villa Liberty Calderai-Torlonia, la preuve d'un ancien jardin romain a été découverte en 2005, qui faisait peut-être partie de l'Horti Sallustiani, mettant en lumière pour la première fois un système hydraulique d'irrigation particulier,. 
En plus de Rome, le glacier possède des succursales franchisées aux États-Unis, à Shanghai et à Séoul (Corée du Sud), et fournit environ 80 glaciers.

## Le glacier dans la culture
Le glacier est une véritable institution urbaine et, en plus d'être souvent signalé dans les guides touristiques,, a été filmé par le réalisateur Michelangelo Antonioni, qui a tourné des scènes du film Identification d'une femme dans le palazzo du glacier en 1982. 
Le glacier est également mentionné dans des magazines et des livres traitant de la crème glacée en termes de nourriture (préparation et propriétés),.